# Conselho Privado da Escócia
O Conselho Privado da Escócia foi um corpo que aconselhava o rei.
Depois de 1603 Jaime VI era capaz de se vangloriar ao Parlamento Inglês que ele governava a Escócia com sua caneta. O conselho recebeu suas instruções por escrito e executou sua vontade. Este estilo de governo, continuado por seus netos Carlos II e Jaime VII, foi interrompido durante o reinado de Carlos I, o Covenanters e a ocupação de Cromwell. Existem lacunas no registo durante as revoltas de 1638-1641, quando o conselho foi amplamente deslocado por uma administração alternativa criada pelos Covenanters e durante o período de Cromwell, o conselho deixou de agir.

## Senhor Presidente do Conselho Privado
O Presidente do Conselho Privado foi um dos grandes oficiais de Estado, na Escócia. O Lorde Chanceler presidia o Conselho de ex officio, mas, em 1610, Jaime VI decretou que o presidente do Colégio de Justiça deve presidir na ausência do chanceler, e em 1619 o título suplementar de presidente do Conselho Privado foi adicionado. As duas presidências foram separadas em 1626, como parte da reorganização de Carlos I do Conselho Privado e da Court of Session. O Senhor Presidente do Conselho foi primazia como um dos principais oficiais do rei em 1661, mas apareceu no Parlamento apenas intermitentemente.
- 1625 John Graham, 4º Conde de Montrose
- 1649 John Campbell, 1º Conde de Loudoun
- 1660 John Leslie, 1º Duque de Rothes
- 1663 John Hay, 2º Conde de Tweeddale
- 1672 John Maitland, 1° Duque de Lauderdale
- 1681 Sir George Gordon de Haddo, depois Conde de Aberdeen
- 1682 James Graham, 3º Marquês de Montrose
- 1686 William Douglas, 1º Duque de Queensberry (questionado)
- 1689 William Lindsay, 1º Conde de Crawford
- 1692 William Johnstone, 1º Marquês de Annandale
- 1695 George Melville, 1º Conde de Melville
- 1702 William Johnstone, 1º Marquês de Annandale
- 1704 James Graham, 1º Duque de Montrose
- 1705 William Johnstone, 1º Marquês de Annandale
- 1706 James Graham, 1º Duque de Montrose

cargo abolido